# شورش در صحرای سینا
شورش در صحرای سینا مجموعه‌ای از اقدامات گروه‌های اسلامی در شبه جزیره سینا است که از زمان انقلاب مصر در سال ۲۰۱۱ تا ژانویه ۲۰۲۳ ادامه دارد. این ناآرامی‌ها به خصوص پس از کودتای ارتش مصر علیه محمد مرسی به نحو قابل توجهی افزایش یافت و به حملات منظم افراد مسلح به پاسگاه‌های پلیس و پایگاه‌های نظامی تبدیل شد. ارتش مصر در سال ۲۰۱۱ برای سرکوب این ناآرامی‌ها عملیاتی با نام عملیات عقاب را اجرا کرد که با عملیات سینا در سال ۲۰۱۲ پیگیری شد.